# Обухово (Брейтовский район)
Обухово — деревня в Брейтовском районе Ярославской области. Входит в состав Брейтовского сельского поселения.

## География
Находится в северо-западной части Ярославской области на расстоянии приблизительно 19 км на юг-юго-запад по прямой от административного центра района села Брейтово.

## История
В 1859 году здесь (деревня Мологского уезда Ярославской губернии) было учтено 15 дворов, в 1898 — 24.

## Население
Численность населения: 67 человек (1859 год), 13 (русские 100 %) в 2002 году, 7 в 2010.